# Płytnica (województwo zachodniopomorskie)
Płytnica – osada leśna w woj. zachodniopomorskim, w powiecie szczecineckim, w gminie Borne Sulinowo, położona nad rzeką Plitnicą.
W 1950 r. ustalono urzędowo polską nazwę miejscowości Plitnica, zastępując poprzednią niemiecką nazwę Plietnitz. W 2011 r. ustalono nazwę Płytnica.